# T.O.P.
崔勝鉉（：／ Choi Seung-Hyun，1987年11月4日—），藝名T.O.P，韓國男歌手、男演員、詞曲創作者，underground rapper出身。BIGBANG前成員，2022年2月公開預告不再續約，4月5日離開YG娛樂並退出組合。

## 個人興趣

### 藝術品收藏
T.O.P誕生於藝術世家，太叔公是知名抽象藝術畫家金煥基，外公是木浦市出身的小說家徐槿培，母親與姊姊皆主修藝術。從20歲初就開始收藏設計家具，尤其是座椅類，後來開始收藏繪畫及雕塑等藝術品。他說自己從小就能從藝術中得到莫大的慰藉，藝術品收藏成了獲取生活平衡的泉源。
2016年10月3日受邀擔任香港蘇富比的客席策展人，舉行東西方當代藝術主題「#TTTOP」，精心挑選當代藝術作品作為此次拍賣，部分收益捐款於亞洲文化協會，以培育亞洲新晉藝術家。

### 紅酒事業
T.O.P於2017年分享自己在阿根廷買下一座葡萄園，每年約能生產八千瓶紅酒。2022年12月正式推出個人品牌T'SPOT，於韓國實體通路樂天百貨、現代百貨超市樓層的酒類專櫃就能買到。品項有法國酒莊「Thunevin」2018年產的波爾多紅酒、氣泡酒、2023白葡萄酒、粉紅氣泡酒，一共四款。據T'SPOT官方網站顯示也提供海外送貨服務，地區包括法國、美國、新加坡、日本與台灣。

## 藝名由來
T.O.P曾在2011年1月10日《每天每夜》節目中提過，原本梁鉉錫社長讓他以藝名「Mark」出道，後來公司採用了前輩SE7EN建議為現在大眾所熟知的藝名「T.O.P」進行音樂活動，而演員活動時則使用本名崔勝鉉。

## 經歷

### 早期生涯
崔勝鉉於1987年11月4日出生於韓國首爾，家庭成員有父母和一位親姊姊。從小的夢想就是成為一名rapper，曾以藝名TEMPO在各大club活動演出，出道前已有四年underground經驗的專業rapper。

### 2006年：訓練了六個月後，正式出道
透過2006年7月在韓國播出的生存紀錄片節目《BIGBANG出道實錄》被選為BIGBANG成員之一，8月19日在韓國首爾奧林匹克競技場舉行的「YG Family 10週年演唱會」上以男子團體BIGBANG正式出道。T.O.P在BIGBANG首張正規專輯《BIGBANG Vol.1》中收錄的《Big Boy》中演唱了第一首個人獨唱歌曲。

### 2007年－2016年：影視歌三棲
— 團體作品請參閱 BIGBANG。
2007年7月11日，出演前輩歌手Red Roc的音樂錄影帶《Hello》，與以往rapper形象不同，為崔勝鉉首次擔任MV主角參加演出，梁鉉錫社長看到其中一幕剃髮的戲後，認為他有表演天份，開啟了崔勝鉉演員生涯之路。
2007年KBS播出的電視劇《我是老師》中飾演蔡武信一角。由於說話時常帶有rap的節奏和身體語言，剛開始演電視劇時，為了調整台詞與走路姿勢下了一番功夫。
2009年KBS播出的電視劇《特務情人IRIS》中飾演秘密組織IRIS中的殺手B.I.G一角。對演員崔勝鉉來說，為了沉浸在角色的情感之中，他的穿衣風格從Hip hop風格轉變爲殺手路線，也經常一個人行動。
2009年11月11日，CJ娛樂發行微電影《我的十九歲》，飾演徐正勳一角。
2010年6月16日，由樂天娛樂發行，李宰漢執導的《走進炮火中》在韓國上映。電影於2009年12月1日開拍，製作過程獲得韓國國防部的協助，2010年4月13日拍攝工作結束。崔勝鉉所飾演的角色為第3步兵師學生隊隊長吳張帆，是韓戰爆發後加入的71名學生兵。
崔勝鉉憑藉著電影《走進炮火中》獲得了第47屆大鐘賞人氣獎、第3屆Style icon awards NEW Style icon電影演員獎、第31屆青龍電影獎最佳男子新人獎與人氣明星獎、Max Movie Award最佳男子新人獎、第47屆百想藝術大賞電影部門的男子新人演技賞與人氣獎。
2010年6月17日，T.O.P推出首張個人單曲《Turn It Up》，由他獨立作詞、與Teddy共同作曲。
2010年11月22日，由TAEWON Entertainment發行，金圭泰、楊允浩執導的《IRIS电影版》在韓國上映。
2013年11月6日由Showbox發行，朴洪秀執導的《同窗生》在韓國上映。12月20日在台灣上映。2014年1月2日在香港上映片名為《同窗諜影》，1月25日在日本上映。崔勝鉉在第18屆釜山國際電影節以《同窗生》獲得最佳新人獎。 
崔勝鉉所飾演的角色為前北朝鮮間諜兒子的李明勳，他的父親在一次的任務中失敗後，他被指派假扮成脫北者姜大豪，前往韓國成為殺手。為了投入李明勳一角而付諸了很多努力的他吐露道：「1年多的時間裏，沒有工作時都會儘量不與外界接觸」，特別是在電影中的動作戲，展現出作為武打演員的潛力。
2013年11月15日，T.O.P推出第二張個人單曲《DOOM DADA》，由他獨立作詞、與Choice37共同作曲。正式公開後，分別在Melon、NaverMusic、Olleh、Bugs、Mnet、Genie、Monkey3等音源網站實時榜單佔據一位。
2014年9月3日由SidusHQ發行，姜炯哲執導的《千王新世紀》在韓國上映。10月2日在香港上映片名為《千術之神》。11月21日在臺灣上映。崔勝鉉所飾演的角色為天才牌手咸大吉，與生俱來的牌技天賦讓他年紀輕輕便在賭場之中無往不利，每逢牌局下手必有如神助。
崔勝鉉說：「每次拿到劇本，只要一想到這個角色最後在觀眾心裡留下來的形象是依照我的表演而定，就會忍不住很慎重地對待。」
2015年11月2日，LINE TV播出的精緻網路偶像劇《祕密訊息》，飾演宇賢一角，過著不同生活的韓國男人與日本女人的故事，他們在從未見過對方的情況下相遇、相知、相愛，克服了彼此的傷痛，再次勇敢去愛，是由韓國CJ E&M與日本Amuse聯手打造企劃。
原預計於2016年12月由華夏電影發行，林韜與阿克塞爾·桑德執導，拍攝於德國，中德聯合製作的現代動作電影《失控·幽靈飛車》，2017年10月1日在德國科隆電影節公開放映。崔勝鉉所飾演的角色為柏林刑警Tom Young。

### 2017年－2019年：入伍、大麻爭議風波
T.O.P於2017年2月入伍，6月首爾地方警察廳與首爾中央地檢署針對T.O.P在2016年10月9日至14日與後輩女練習生一同吸食大麻、液體大麻各兩次共計四次，檢查結果呈現陽性反應，T.O.P坦承吸食，警方以違反「毒品類管理法」將起訴意見書函送檢方，遭到不拘留起訴。服役期間爆出吸食大麻的負面新聞，引起韓國網友熱烈討論，形象也跟著崩壞
。
6月5日T.O.P服役的首爾義警隊將其除名並強制退役，後被分配到首爾龍山工藝館，以社會服務要員身分完成剩下的兵役。
6月6日，T.O.P在義警隊宿舍被發現因服用過量藥物不醒人事而被送到首爾梨大木洞醫院深切治療部，昏迷一事傳出後，警方以T.O.P僅是「服用安眠藥在熟睡，並非無意識，叫他或是捏他都有反應」作出回應。而警方此一說法在6月7日下午醫院院方所招開的記者會中推翻，院方表示不知道是誰向警方透露虛假情報，並證實T.O.P送醫時並非外傳的被人攙扶走進醫院，而是被3人抬入醫院，並且服用的是醫師處方箋的抗憂鬱藥苯二氮䓬類，可能含有安眠藥成分，並非警方所說的因服用安眠藥導致熟睡無法清醒。另外，院方也說明患者在入院時對任何刺激均無任何反應，診療結果為血壓144/108mmHg，脈搏每分鐘128下，是血壓上升、脈搏加快的狀態，動脈血液檢查呈現缺氧、高碳酸血症及呼吸衰竭，已是危險的程度，甚至考慮過插管治療，而目前仍處在無意識狀態，且呼吸並不正常，血液中的二氧化碳含量仍過高，有可能會出現心跳停止的情況。
T.O.P入院及罹患重度憂鬱症公開後，BIGBANG的粉絲和一些其他藝人的歌迷在社群網站上發起以帶有「#StayStrongTOP」的話題進行發文，藉此表達關心及鼓勵，當時該話題成為了Twitter的熱門標籤。
2017年7月20日，T.O.P因吸食大麻被判刑期10個月，緩刑兩年，及12,000韓元罰金。
2019年7月6日正式退伍，結束了兵役與社會服務生活，原本想安靜退伍的 T.O.P不想讓大批守在門外等候的粉絲失望，他穿著正式的西裝現身，並向在場的歌迷一一握手致謝。

### 2020年－2022年：登月計畫、演藝空白期、合約到期
2018年9月公佈的Dear Moon project是一個月球旅遊任務和藝術項目，由日本億萬富翁前澤友作構思和資助。它將利用SpaceX星艦進行民營航太飛行，圍繞月球飛行一個環月軌道，乘員將是前澤友作、史蒂夫·青木、崔勝鉉、耶米·A·D、里安農·亞當、提姆·杜德、卡里姆·伊利亞、布蘭登·霍爾、德夫·喬希八名人員與一到兩名機組成員。項目的目標是讓八名乘員與前澤一起免費圍繞月球進行為期六天的旅遊。前澤預計，太空旅遊的經歷將激發隨行乘客的創作熱情。這些藝術品將在返回地球後的一段時間內展出，以幫助促進世界各地的和平。
2020年1月3日，YG娛樂確定BIGBANG將會以4人形式在美國4月一年一度的科切拉音樂節回歸演出，結束兩年多的空白期，但該音樂節後來因為2019冠狀病毒病疫情關係而停止舉辦。3月11日，YG娛樂宣布BIGBANG全體成員續約，是繼2011年和2015年之後的第三次續約，為新的音樂回歸計劃作準備。
2022年2月7日，YG娛樂確認BIGBANG將以4人的形式在春天復出。4月5日BIGBANG發表新單曲《春夏秋冬》，此時T.O.P與YG娛樂約滿後便公開發表退社、退團，當時公司發佈了一份宣告稱，當T.O.P離開公司後也能繼續出席BIGBANG的活動，同時也尊重T.O.P的決定。
2023年T.O.P於Instagram寫下：「我已經從去年開始告訴過你們我將離開，我現在正面臨著我生活的新篇章。」親自證實已退出BIGBANG。
根據SpaceX在2018年初的公告，鑑於星艦的發展，獵鷹重型載人太空飛行認證於2024年第四季度發射計畫被擱置。2024年6月1日，dearMoon在X上的官方帳號宣布該任務取消，「很遺憾地宣布這一消息，首個私人繞月飛行項目Dear Moon將取消。我們向所有給予專案支持的人表示感謝，對於那些期待此專案的人，我們深感抱歉。」
發起人前澤友作表示：「關於DearMoon專案取消的事情。2018年簽約時，承諾2023年末可以朝著月球前進。雖然很無奈在2023年底沒能實現，但迄今為止，也完全不知道究竟何時才可以發射。再這樣下去，我本身的人生規劃也無法制定，我也不能夠再讓邀請的計畫成員們繼續等待下去。經過深思熟慮，我決定在這個時間節點宣布終止專案。向對我抱以期待的所有人深表歉意。」

### 2023年至今：獨立發展
2023年6月29日，Netflix公開發表《魷魚遊戲2》第二波演員選角名單。2024年12月26日《魷魚遊戲2》全球播出，崔勝鉉飾演薩諾斯（#230）一角。
播出後睽違已久戲劇回歸的崔勝鉉演技就被韓媒批評，甚至還有媒體表示「T.O.P，請向全世界的觀眾道歉吧」。
然而與韓國媒體及韓國網友對崔勝鉉演技一味批評不同，崔勝鉉在《魷魚遊戲2》中飾演的角色在海外受到了高度評價。Netflix官方帳號進行了一項投票調查，詢問觀眾《魷魚遊戲2》中最喜愛的新角色。共有70萬人參與投票，崔勝鉉飾演的「薩諾斯」以50%的壓倒性得票率排名第一。根據海外媒體《Business Insider》的評價：「薩諾斯是評論家提及最多的角色之一，從他在血腥挑戰中跳舞到展現令人不安的愉悅感，他堪稱今年最佳反派之一。」
此外，《魷魚遊戲》導演黃東赫在採訪中也曾澄清：「我們進行了多次試鏡，T.O.P是表現最好的候選人。我並不認識崔勝鉉，也不是BIGBANG的粉絲，選他不是為了幫他復出。」黃導演表示，他在選角時已預見到薩諾斯會在海外受到更多喜愛。
儘管因韓國輿論壓力未參加《魷魚遊戲2》的任何宣傳活動，T.O.P仍通過個人社交媒體積極宣傳。薩諾斯這一角色為他的演藝生涯注入了新的活力，尤其在國際觀眾中獲得了意想不到的成功。
另一方面，Netflix於2025年1月10日宣布：「崔勝鉉終於鼓起勇氣決定與記者見面。」
崔勝鉉在為《魷魚遊戲2》宣傳活動中，進行了11年來的首次訪談，於1月15日在首爾三清洞的一家咖啡館舉行，由Netflix主辦。這是自2014年為電影《千王新世紀》進行宣傳後，首次回歸公開訪談。消息指出，訪談吸引了約70至80家媒體參與。同時，Netflix對此次訪談施加了保密協議，完整訪談於1月16日韓國時間上午8點發布。
對於崔勝鉉來說，出演這個角色無疑觸及了他不願揭開的過去。他在採訪中說道：「出演Thanos對我來說是一個令人畏懼的選擇。這個角色映射了我的過去，反映出一些我更願意隱藏的部分。對被定型為某類角色的恐懼讓我猶豫不決。但命運似乎在將我推向這個方向。
近十年來，我感覺沒有人願意關注我，但導演黃東赫是第一個主動聯繫我的人。他對我的信任和信心，給予了我勇氣接下這個角色。作為演員，回報這種信任是我的職責，而在演技上表現出色，則是我生命中的另一個重要任務。此次訪談中，T.O.P也表示，因自己的過失而跌入人生谷底，今後將踏實健康地生活。」
2025年2月，因傳聞T.O.P將重返BIGBANG活動，T.O.P的相關人士向媒體否認其回歸BIGBANG一事，並解釋「崔勝鉉社群帳號上的TOP沒有更動，而是原本就有的」，官方也強調「關於BIGBANG，T.O.P在近期的訪談中已經談過，他的立場沒有改變」。
先前T.O.P談到BIGBANG時以「分離的家人」來形容彼此，並表示「每次看到粉絲很期待BIGBANG，這讓我很心痛，我已經帶給成員們太多傷害，我覺得我應該要自己承擔對我的批評才離開隊伍，因為覺得很沒面子，所以到現在也很難爽快地聯絡成員，退出BIGBANG的決心仍然未變」。

## 音樂作品

### 單曲
| 年份 | 曲目                                                 |
| ---- | ---------------------------------------------------- |
| 2006 | Big Boy (ft.Lee Eun Joo)                             |
| 2007 | Pretended / Act Like Nothing's Wrong (ft.Kim Ji Eun) |
| 2010 | TURN IT UP                                           |
| 2010 | Of All Days                                          |
| 2010 | Oh Mom                                               |
| 2013 | DOOM DADA                                            |

### 單曲專輯
| 專輯資料                                                                   | 曲目 |
| -------------------------------------------------------------------------- | --- |
| 《DOOM DADA》 - 發行日期：2013年12月20日 - 語言：韓語                      | 曲目 1. DOOM DADA 2. DOOM DADA (Instrumental) |
| 《DOOM DADA JAPAN SPECIAL EDITION》 - 發行日期：2014年3月12日 - 語言：韓語 | 曲目 DVD 1 1. DOOM DADA (Music Video) 2. TURN IT UP (Music Video) 3. DOOM DADA (BIGBANG JAPAN DOME TOUR 2013～2014 -Special Edit Ver.-) 4. Making of "DOOM DADA" MV CD 2 1. DOOM DADA 2. TURN IT UP 3. Oh Mom 4. Of All Days |

### 合作歌曲
| 年份   | 曲目               | 演唱者                                       |
| ------ | ------------------ | -------------------------------------------- |
| 不適用 | Buckwild           | NBK Gray ft.TEMPO                            |
| 不適用 | I Want You         | TEMPO&NBK Gray                               |
| 2006   | Forever With U     | GD&TOP ft.朴春                               |
| 2006   | We Belong Together | GD&TOP ft.朴春                               |
| 2007   | Super Fly          | Lexy ft.T.O.P,G-Dragon,Taeyang               |
| 2008   | I Only See You     | Zia ft.T.O.P                                 |
| 2008   | D.I.S.C.O          | 嚴正花 ft.T.O.P                              |
| 2008   | I'm Sorry          | GUMMY ft.T.O.P                               |
| 2008   | Ma Girl            | 太陽 ft.GD&TOP                               |
| 2010   | Digital Bounce     | SE7EN ft.T.O.P                               |
| 2012   | Dancing On My Own  | Pixie Lott ft.GD&TOP                         |
| 2013   | Bubble Butt        | Major Lazer ft.Bruno Mars,GD&TOP,Tyga,Mystic |

### 電視原聲帶
| 年份 | 曲目       | 演唱者                |
| ---- | ---------- | --------------------- |
| 2009 | 朋友       | T.O.P、太陽           |
| 2009 | Hallelujah | T.O.P、太陽、G-Dragon |
| 2009 | Because    | T.O.P、勝利           |
| 2015 | Hi Haruka  | T.O.P                 |

### 合作專輯
| 專輯資料                                                                | 曲目 |
| ----------------------------------------------------------------------- | --- |
| 《GD&TOP》 - 發行日期：2010年12月24日 - 語言：韓語 - 合作歌手：G-Dragon | 曲目 1. Intro 2. High High 3. Oh Yeah (ft.朴春) 4. Don't Leave 5. Baby Good Night 6. Knock Out 7. Oh mom (TOP Solo) 8. Obsession (GD Solo) 9. Of All Days (TOP Solo) 10. What Do You Want? (GD Solo) 11. Turn It Up (TOP Solo) |

### 詞曲創作
— 韓國音樂著作權協會登記編號為W0726300

## 影視作品

### 電影
| 年份 | 導演                | 片名          | 角色                |
| ---- | ------------------- | ------------- | ------------------- |
| 2009 | 張容佑              | 我的十九歲    | 徐正勳              |
| 2010 | 李宰漢              | 走進炮火中    | 吳長范              |
| 2010 | 金圭泰、楊允浩      | IRIS电影版    | B.I.G               |
| 2013 | 朴洪秀              | 同窗生        | 李明勳／姜大浩      |
| 2014 | 姜炯哲              | 千王新世紀    | 咸大吉              |
| 2017 | 阿克塞爾·桑德、林韜 | 失控·幽靈飛車 | 柏林刑警: Tom Young |

### 電視劇
| 年份 | 頻道    | 劇名           | 角色                    |
| ---- | ------- | -------------- | ----------------------- |
| 2007 | KBS     | 我是老師       | 蔡武信                  |
| 2009 | KBS     | IRIS           | B.I.G                   |
| 2015 | LINE TV | Secret Message | 宇賢                    |
| 2024 | Netflix | 魷魚遊戲2      | 崔秀峰／薩諾斯 （#230） |
| 2025 | Netflix | 魷魚遊戲3      | 崔秀峰／薩諾斯 （#230） |

### MV
| 年份 | 曲目                     | 來源                 |
| ---- | ------------------------ | -------------------- |
| 2007 | Red Roc《Hello》         | [ 55 ] [ 56 ]        |
| 2008 | GUMMY《I'm Sorry》韓語版 | [ 57 ]               |
| 2008 | 嚴正花《D.I.S.C.O》      | [ 58 ] [ 59 ] [ 60 ] |
| 2009 | 太陽《Only Look at Me》  | [ 61 ]               |
| 2010 | T.O.P《Turn It Up》      | [ 62 ]               |
| 2011 | GUMMY《ゴメンネ》日語版  | [ 63 ]               |
| 2013 | T.O.P《Doom Dada》       | [ 64 ]               |

### 出版物
| ＃  | 發行日期     | 名稱     | 內容物                           |
| --- | ------------ | -------- | -------------------------------- |
| 1st | 2014年4月9日 | FROM TOP | 寫真書(400p)內附1片DVD光碟、海報 |

### 音樂節目主持
| 日期                           | 頻道 | 名稱               |
| ------------------------------ | ---- | ------------------ |
| 2007年11月10日－2008年04月26日 | MBC  | 《Show! 音樂中心》 |
| 2007年12月02日－2008年01月27日 | MBC  | 《星期天晚上》     |
| 2008年9月26日                  | KBS2 | 《音樂銀行》       |

### 綜藝節目嘉賓
— 歷年綜藝節目演出請參閱 BIGBANG影視作品列表。

## 獎項與榮譽

### 獎項
| 年份 | 典禮                       | 獎項                      | 作品           |
| ---- | -------------------------- | ------------------------- | -------------- |
| 2010 | 第47屆大鐘賞               | 人氣獎                    | 《走進炮火中》 |
| 2010 | 第3屆Style icon awards     | NEW Style icon 電影演員獎 | 《走進炮火中》 |
| 2010 | 第31屆青龍電影獎           | 新人男演員獎、人氣明星獎  | 《走進炮火中》 |
| 2010 | Max Movie Award            | 最佳男子新人獎            | 《走進炮火中》 |
| 2011 | 第47屆百想藝術大賞電影部門 | 男子新人演技賞、人氣獎    | 《走進炮火中》 |
| 2013 | 第18屆釜山國際電影節       | 最佳新人獎                | 《同窗生》     |
| 2015 | 英國保誠當代藝術獎         | 視覺文化獎                |                |

### 榮譽
| 年份 | 票選項目                                 |
| ---- | ---------------------------------------- |
| 2013 | 滾石雜誌最性感象徵人物                   |
| 2015 | TC Candler全球100張最帥面孔第8名亞洲第一 |
| 2016 | KPOP最帥面孔第2名                        |
| 2016 | TC Candler全球100張最帥面孔第16名        |
| 2017 | KPOP最帥面孔第8名                        |
| 2018 | KPOP最帥面孔第25名                       |
| 2025 | Visual King of KPOP第7名                 |

## 外部連結
- T.O.P.的Instagram帳戶
- T'SPOT的Instagram帳戶（英文）
- T'SPOT官網 （页面存档备份，存于）